# Cleora columbaria
Cleora columbaria là một loài bướm đêm trong họ Geometridae.